# Ambasciatori dell'Hannover in Russia
L'ambasciatore dell'Hannover in Russia era il primo rappresentante diplomatico dell'Hannover in Russia. 
Le relazioni diplomatiche tra i due paesi ebbero inizio ufficialmente nel 1801, dal momento che per tutto il XVIII secolo l'Hannover fu rappresentato in Russia dalla Gran Bretagna attraverso la sua diplomazia.

## Regno di Hannover
- 1801–1804: Ernst Friedrich Herbert zu Münster

1804-1808: Interruzione della diplomazia a causa dell'invasione da parte dell'Impero francese
- 1808-1818: Vacante
- 1818-1850: Wilhelm von Dörnberg
- 1850-1857: Alexander Thal
- 1857-1865: Georg Herbert zu Münster
- 1865-1866: Victor von Alten

1866: Annessione dell'Hannover da parte della Prussia